# イギリスのビール

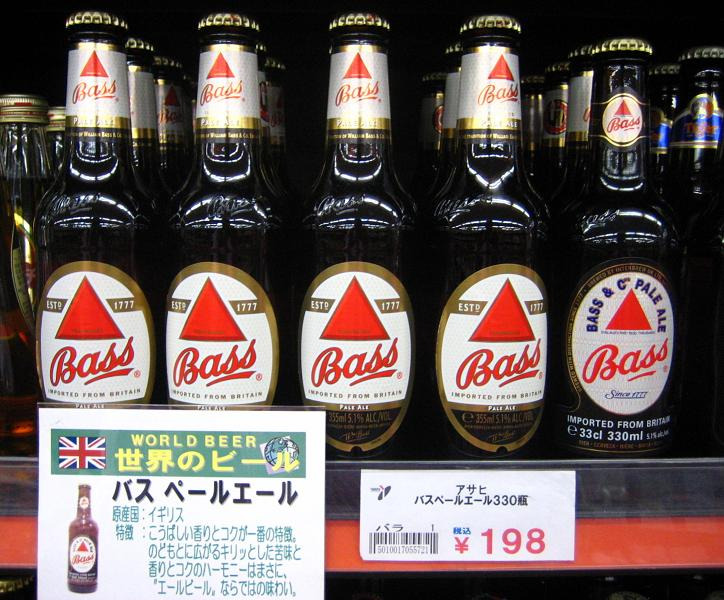
イギリス、バス・ブリュワリーのビール。

イギリスのビール（英語: Beer in the United Kingdom）では、イギリスで製造されるビールの概要について記す。
詩人にして英文学者の西脇順三郎が「ビールの歴史は英国の大衆の歴史と一致している」と指摘するようにイギリスの大衆とビールとは切っても切れない関係にある。
大衆だけではなく、かつてエリザベス1世が朝から1リットルのビールを飲んでいたという逸話もある。

## 歴史

### 古代
古代イギリスの住人はケルト人であった。古代イギリスでは野生の蜂蜜が豊富に採れたため、蜂蜜を水で薄めて発酵させた蜂蜜酒（ミード）が飲まれていた。ケルト人の人口が増えてくると、蜂蜜はミードにされるよりも甘味料としての使用が優先されてきたため、代用品として発芽させた穀物を利用した穀物酒が開発された。開発当初の穀物酒はミードよりも不味く、ミードは支配者階級の高級酒として定着し、穀物酒には「エール」の名前が与えられ、一般庶民に飲まれるようになっていった。
紀元前55年になると、共和政ローマのジュリアス・シーザーがブリテンに侵攻し、イギリスは5世紀初頭まで古代ローマの統治下におかれることになる。この時代、ローマ人がワインを飲んでいたこともあり、文献にエールが登場することはほとんどない。ただし、寒冷なイギリスではブドウの育成が行えず、ワインは大陸から運ばれてくる高級酒であるため、一般庶民が飲んでいたのは引き続きエールであった。

### 中世
5世紀になるとアングロ・サクソン人がイギリスへ侵攻して移住し、ケルト人を圧迫するとともにイギリスの大部分を支配する。これと同時にキリスト教の布教も始まり、各地にキリスト教会や修道院が建てられ、訪問者や巡礼者のための飲食や宿泊の施設が整備されていく。これが、エールハウス（後のパブ）やインの誕生である。
この頃のエールは生活必需品であり、エール醸造は家事の項目に数えられ、各家庭での女性仕事だった。各家庭に伝統の製法があり、娘が嫁として嫁ぐ際には、嫁入り道具に伝統の製法とエール仕込みに使われる鍋があったほどである。美味いエールが作れて魅力的な女性はエールハウスを開き女主人に納まって行く、そういった女性は「エールワイフ」と呼ばれ、人気と尊敬を集めていた。その反面、エールワイフを魔女のようにとらえる風習もあり、エールに混ぜ物をする、酔った客の財布や荷物を盗む、分量をごまかすといったような不正な行為が発覚した場合には、火刑となることもあった。こういったことから、女性がエールハウスの主人となることは次第に減って行き、男性が主人となるように移行する。
1260年代には、ヘンリー3世が『パンとビールの公定価格法』を公布し、ビール、エールの公定価格を定めた。ビール、エールの販売価格は「大麦1クォートあたり2シリングから4シリング」と定められており、大麦の販売価格が6ペンス増減すると、それに応じてビール、エールの販売価格も引き上げ、または引き下げされることが定められている。販売価格をごまかした場合には、懲罰椅子やさらし台による罰則が定められていた。これは、ビールやエールのほうが儲かると判断されるとパンを製造せずにビールやエールばかり製造するようになり、パンの流量が減って価格高騰する。これを阻止し、パン製造のための大麦、小麦を確保すると共にパンの価格を安定させる目的もある。

### ホップの使用
11世紀頃からドイツのビール醸造に使われていたホップは、イギリスのエールには15世紀まで使われておらず、グルートと呼ばれるさまざまなハーブを調合したものが使われていた。それと同時にホップの使用は排斥されていた。15世紀になってホップの使用が許可されるようになると、グルートを使用したものをエール、ホップを使用したものをビールと呼んで区別していた。ホップの使用が許可されるようになっても、伝統的にグルートを使うことを固持する醸造家などの反対は続き、「ホップは毒物」という流言を広めたこともあって、イギリスでホップを使用したビールが普及するのには17世紀に入ってからのことになる。17世紀になると、エールの醸造家の中からもホップを使う者が増えてくる。

### 近世 - 近代
1607年に「醜悪で忌まわしい泥酔を抑制する法」が制定され、当時販売されていたアルコール度数がワイン並みに高いエール、ビールの小売りが禁止された。
18世紀、古くなって酸味の出たブラウン・エール、ペールエール、新しいブラウン・エールの3種類を混ぜるThree Threadsと呼ばれる飲み方が流行っていた。これは提供するエールハウス側にとっては、手間のかかることであった。ロンドンの醸造家ラルフ・ハーウッド(Ralph Harwood)が、1722年にあらかじめ混ぜておいた「エンタイア(Entire)」というエールを販売したところ、これが好評となった。特に荷物運び労働者（ポーター）に人気があったことから、ポーターと呼ばれるようになった。なお、「ポーター」の名前には樽を持ってきた時のハーウッドのかけ声からなどの異説もある。ポーターの製法はイギリス全土に広まっていったが、ロンドンの水の影響なのかロンドン以外の地域で作ったポーターは味が落ちることが多かった。このため、ロンドンで作ったポーターをロンドン・ポーターと呼んで区別することもある。
ポーターはアイルランドにも広まり、1759年にダブリンでギネスが創業する。ギネスはロンドン・ポーターを研究し、19世紀になるとポーター専業を宣言する。品質でもロンドン・ポーターに勝るとして、「強い」という意味を持つ「スタウト」をつけた「スタウト・ポーター」として売り出す。「スタウト・ポーター」はロンドンに逆輸入され、人気を博す。ギネスはスタウト・ポーターに更に手を加えて独自の「スタウト」として売り出す。
1776年に『国富論』を出版したアダム・スミスは著書の中で、ビール、エールを生活必需品ではなく贅沢品と分類している。これは茶、コーヒー、チョコレート、ブランデーといったビール以外の安全な飲料が普及してきたことと、上水道の敷設が始まったことによる。17世紀初頭にはロンドン市内だけで1000軒を超すエールハウスがあったが、次第にコーヒーハウスが取って代わるようになり、さらに19世紀にはティールームに取って代わるようになった。
19世紀後半からは、禁酒運動が次第に強くなり、第一次世界大戦が始まると戦費をまかなうため、ビール関連の増税やパブの営業時間短縮といった規制が行われるようになった。これによってビールの消費は減り、閉鎖される醸造所も増えていった。

### 現代
第二次世界大戦後は、逆にビールやパブが「イギリスらしさ」の象徴として宣伝されるようになり、ビールの消費量は増加に転ずる。
第二次大戦後、イギリスのビールの製造はビッグ・シックスと呼ばれる以下の6社が7割を占める寡占状態となり、さらに冷戦終了後は、国際的な業界再編が進んだ。
- バス・ブリュワリー（現在はアンハイザー・ブッシュ・インベブに統合）
- アライド（英語版）（現在はカールスバーグに統合）
- クーレッジ（英語版）（現在はディアジオに統合）
- ウィットブレッド（現在はアンハイザー・ブッシュ・インベブに統合）
- スコティッシュ・アンド・ニューキャッスル（英語版）（現在はハイネケンとカールスバーグのコンソーシアムに統合）
- ギネス（現在はディアジオ傘下ブランド）

1971年に大手メーカーによる寡占状態を良しとしない4人の若いジャーナリストによってCAMRAが設立され、工場生産ではない伝統的な樽熟成のエール=リアルエールを守る運動が起こる。この運動は、市民の賛同を得て市民運動として発展していった。
CAMRAの運動は、大企業を動かし、古典的な樽熟成のエールの製造、販売の復活や、中小醸造所の復興、マイクロブルワリーの発展や世界的な地ビールブームを呼び起こして行く。

## スモール・ビール
上述のようにエールとビール（ラガー）があるが、エール、ラガーにかかわらず、発酵期間が短く、アルコール度数が低いスモール・ビールと呼ばれる分類のものも製造され、販売されている。
イギリスの全寮制学校では、生徒にスモール・ビールを飲ませることは、19世紀まで普通に行われていた。
イギリスにとどまらず、ヨーロッパではこういったアルコール度数の低い飲料を子どもにも飲ませる風習は日常的であった。これは衛生状態が悪いため、生水の飲用が不適切であり、製造工程で必ず煮沸が行われるビールのほうが安全であったという事情もある。